# بچه‌پوشی
بچه پوشی (به معنای پوشیدن لباس پسرانه) رسمی در بخش‌هایی از افغانستان و پاکستان است به این ترتیب که خانواده‌هایی که پسر ندارند ممکن است یکی از دخترانشان را برای پوشیدن لباس پسرانه و زندگی در قالب پسرانه انتخاب کنند. بچه پوشی (پسرانه‌پوشی) به این دختر اجازهٔ رفتار آزادانه‌تری می‌دهد و می‌تواند از فرصت‌هایی که برای یک دختر فراهم نیست، استفاده کند. او می‌تواند به مدرسه برود، خواهرانش را در بیرون از خانه همراهی کند، و کار کند. خانواده‌ای که فرزند بچه‌پوش دارد از طعنه جامعه مبنی بر نداشتن فرزند مذکر در امان می‌ماند.
فعالان و نهادهای حقوق بشر در افغانستان معتقدند که این رسم، در واقع احترام نگذاشتن به جنسیت و حقوق زنان است.